# Thomas Rehak

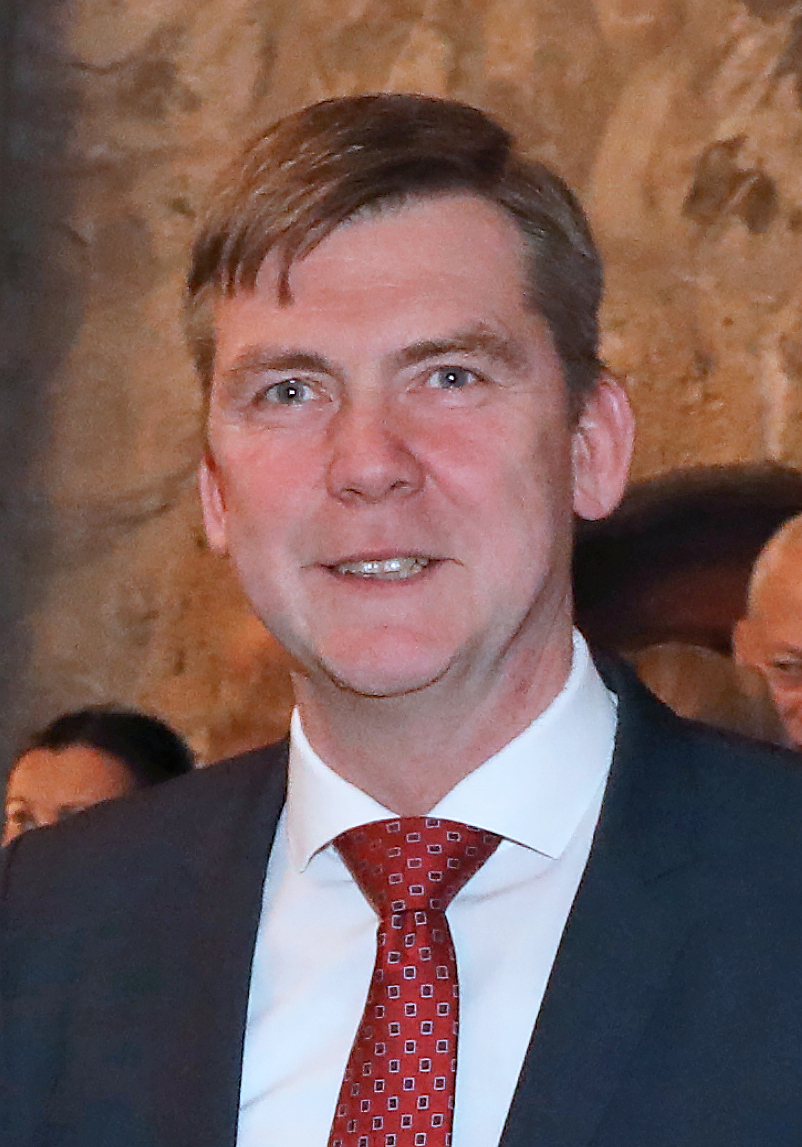
Thomas Rehak (2024)

Thomas Rehak (* 21. Januar 1971 in Chur) ist ein liechtensteinischer Politiker. Seit 2017 ist er Abgeordneter im liechtensteinischen Landtag. Zuvor war er dort bereits von 2013 bis 2017 stellvertretender Abgeordneter.

## Biografie
Rehak wuchs mit zwei Geschwistern auf. Von 1978 bis 1983 besuchte er die Primarschule und dann von 1983 bis 1987 die Oberschule in Triesen. Von 1987 bis 1991 absolvierte er eine Berufslehre als Elektromonteur in Triesen. Danach studierte er von 1992 bis 1995 an der Höheren Technischen Lehranstalt in Chur Telekommunikation und schloss sein Studium als Dipl. Ing. HTL ab. Nachdem er von 1996 bis 1999 als Service-Ingenieur bei Alcatel-Lucent in Zürich, sowie von 1999 bis 2001 als Projektleiter bei der Telecom Liechtenstein arbeitete, machte er sich 2001 als Telekommunikationsberater selbständig und arbeitet in seiner eigenen Firma erst in Zürich und seit 2005 in Triesen. Daneben war er von 2004 bis 2017 Geschäftsführer der ICT-Center AG, eines in Vaduz und Zürich ansässigen Datencenterbetreibers.
Rehak war 2013 Gründungsmitglied der Partei Die Unabhängigen. Bei der Landtagswahl in Liechtenstein 2013 wurde er zum stellvertretenden Abgeordneten gewählt. Als solcher war er von 2013 bis 2017 Mitglied der EWR-Kommission, sowie von 2015 bis 2017 Mitglied der Geschäftsprüfungskommission im Landtag. Bei der nächsten Landtagswahl 2017 erfolgte seine Wahl zum Abgeordneten. Rehak war nun von 2017 bis 2018 Mitglied des Richterauswahlgremiums, sowie seit 2017 Vorsitzer der Geschäftsprüfungskommission.
Nachdem im August 2018 Erich Hasler nach Meinungsverschiedenheiten aus Den Unabhängigen ausgeschlossen wurde, traten Rehak und Herbert Elkuch infolgedessen ebenfalls aus der Partei aus. Die Unabhängigen schrumpften damit auf zwei Mandate im Landtag und verloren damit ihren Fraktionsstatus. Seit Anfang September 2018 bilden die drei Abgeordneten Hasler, Rehak und Elkuch eine eigene Fraktion im Landtag (Neue Fraktion). Des Weiteren erfolgte durch die drei am 21. September 2018 die Gründung der Partei Demokraten pro Liechtenstein (DpL). Rehak wurde auf der Gründungsversammlung zum Parteipräsidenten gewählt.
Bei der Landtagswahl im Februar 2021 konnte Rehak, nun für seine neue Partei, sein Abgeordnetenmandat verteidigen. 2025 erfolgte seine Wiederwahl.
Rehak ist verheiratet und hat eine Tochter.